# Nuestra Señora de la Santísima Trinidad (1769)

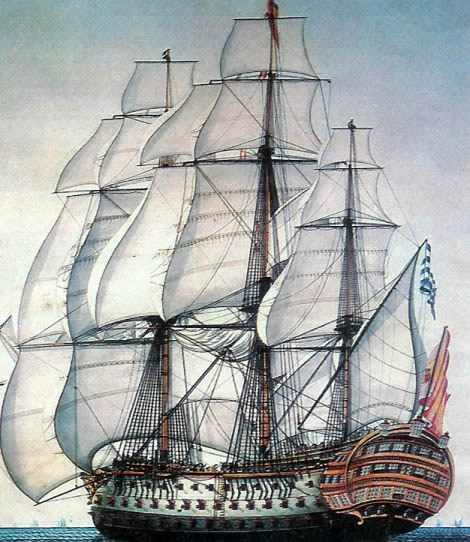
Santisima Trinidad

Santísima Trinidad (officieel genaamd Nuestra Señora de la Santísima Trinidad op 12 maart 1768, bijgenaamd La Real, soms verward met het galjoen Santísima Trinidad y Nuestra Señora del Buen Fin) was een Spaans eersteklas linieschip met 112 kanonnen. Dit werd in 1795-1796 verhoogd tot 130 kanonnen door het rondhouten dek tussen het achterdek en de bak in te sluiten, en tot 136 kanonnen rond 1802 (plus 4 kleine kanonnen op het achterschip), waardoor in feite een continu vierde gundeck ontstond, hoewel de extra toegevoegde wapens eigenlijk relatief klein waren. Ze was het zwaarst bewapende schip ter wereld toen ze werd herbouwd, en droeg de meeste kanonnen van alle linieschepen die in het zeilvaart tijdperk waren uitgerust.

## Ontwerp en bouw
Ze werd gebouwd in Havana, Cuba, naar een ontwerp van de Ierse scheepsarchitect Matthew Mullan (gevestigd in Spanje onder de naam Mateo Mullán), oorspronkelijk bedoeld als een schip met 112 kanonnen. Hij stierf op 25 november 1767 en de bouw van het schip werd voortgezet door zijn zoon, Ignacio Mullán. Het schip werd in maart 1769 te water gelaten en in augustus 1769 voltooid als een driedekker met 116 kanonnen. Ze was aanzienlijk groter dan haar Britse tijdgenoot Victory en iets groter dan het Franse Bretagne.
Er bestaat geen volledig plan van het schip, maar wel van het schip met 112 kanonnen uit 1765, waarvan de oorspronkelijke afmetingen van het schip kunnen worden gevonden. Hier zijn de lengte-eenheden de Spaanse Burgos-voet (27,86 cm) en de SI-meter (100 cm), respectievelijk: lengte = 2132⁄3 (59,53); kiel = 1825⁄12 (50,82); straal = 573⁄4 (16.09); diepgang = 2811⁄12 (8,06).
Ze stond bekend als het grootste oorlogsschip ter wereld, waarvoor ze door de Spanjaarden de bijnaam El Escorial de los mares kreeg, totdat ze qua omvang werd overtroffen door het nieuwe type Franse schepen met 120 kanonnen, zoals Océan (1790) en Orient (1791). In 1795 werd haar bak samengevoegd met haar achterdek om een vierde dek te creëren met een batterij van acht ponder kanonnen, wat haar in totaal 130 kanonnen opleverde. Haar bewapening lijkt snel te zijn teruggebracht tot 130 van 136 kanonnen, maar ze droeg nog steeds meer kanonnen dan enig ander schip van haar tijd.
Het gewicht van de extra kanonnen, zo hoog boven haar waterlijn, maakte haar slechte zeileigenschappen nog erger, wat leidde tot haar bijnaam El Ponderoso. Sommige officieren suggereerden zelfs dat ze zich zou moeten beperken tot het verdedigen van de baai van Cádiz.
Santísima Trinidad blijft opmerkelijk als een van de weinige vierdeksschepen van de linie die ooit zijn gebouwd. De Amerikaanse marine bouwde de Pennsylvania met vier dekken en 136 kanonnen en de Fransen, de Valmy met 120 kanonnen (beide met een vergelijkbaar vlak dek). De Royal Navy plande - maar bouwde niet - de hertog van Kent met 170 kanonnen en vier verdiepingen.

## Dienst
In juli 1779 verklaarde Spanje de oorlog aan Groot-Brittannië en voegde zich bij Frankrijk ter ondersteuning van de Amerikaanse kolonisten in de Amerikaanse Onafhankelijkheidsoorlog. Santísima Trinidad werd het vlaggenschip van de Spaanse vloot en nam in de nazomer van dat jaar deel aan de Frans-Spaanse operaties in het Engelse Kanaal.
Op 12 augustus 1780 nam ze deel aan de verovering van 55 koopvaardijschepen uit een konvooi van 63, geëscorteerd door het linieschip HMS Ramillies en drie fregatten. In 1782 werd ze opgenomen in het Mediterrane Eskader, nam deel aan de Grote Belegering van Gibraltar en vocht ze in de korte en besluiteloze Slag om Kaap Spartel. In 1795 werd ze aangepast door de toevoeging van extra 8-ponder kanonnen op een nieuw dek tussen haar bak en achterdek.

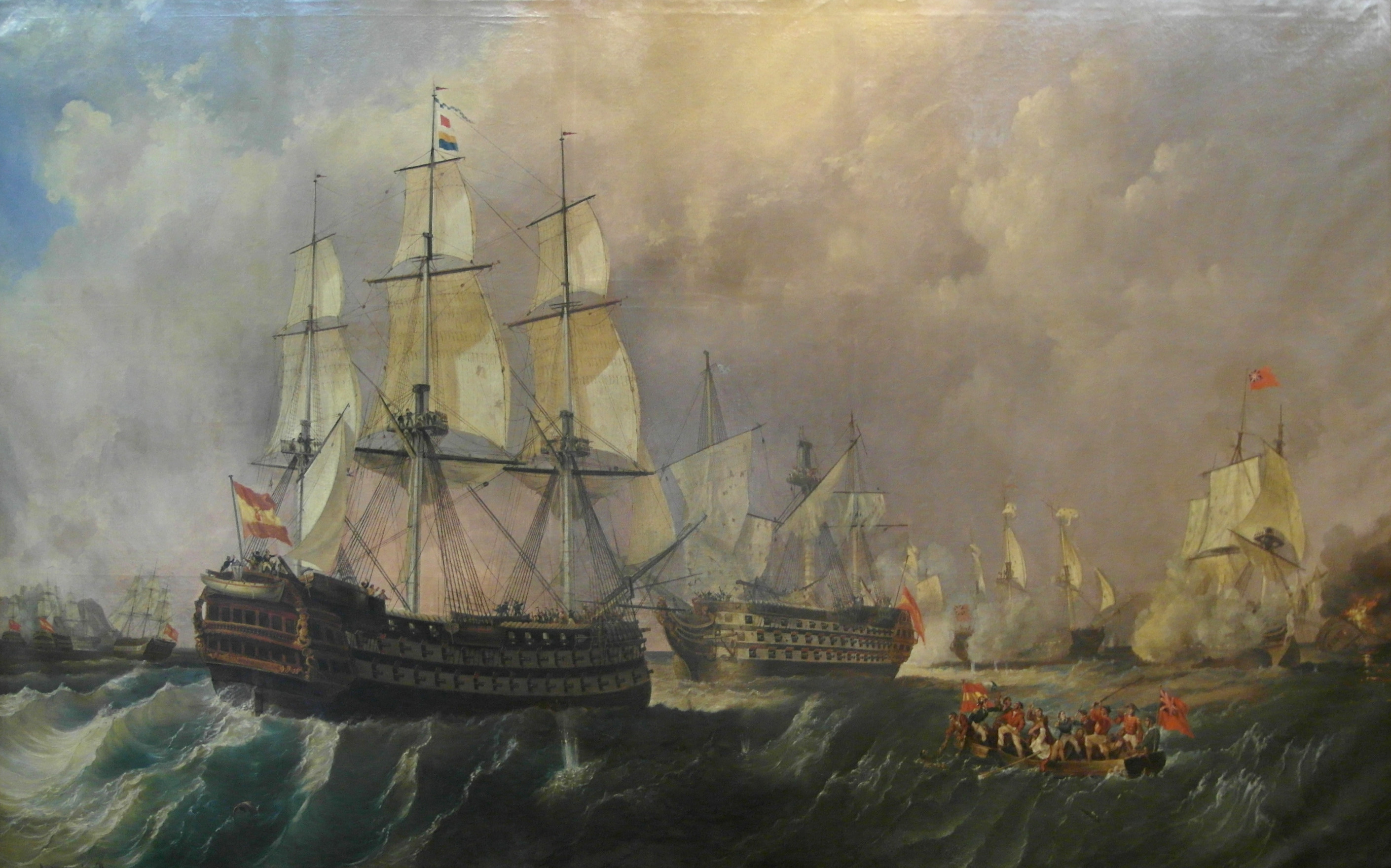
Infante don Pelayo probeert Santisima Trinidad redden in de Slag bij Kaap St. Vincent op 14 februari 1797

In 1797 was ze het vlaggenschip van Teniente General José de Córdoba y Ramos, de Spaanse commandant, tijdens de Slag om Kaap St. Vincent op 14 februari 1797, waar ze zwaar beschadigd raakte en bijna gevangen werd genomen door de Britse vloot. Ze kwam als eerste in actie met het Britse schip Captain (74), onder bevel van Commodore Nelson, en Culloden (74). Ze werd vervolgens aangevallen door de Blenheim (90), Orion (74), Irresistible (74) en Excellent (74). Inmiddels was ze zwaar beschadigd, ze had al haar masten verloren en de helft van haar bemanning was gedood of gewond. Ze streek haar kleuren, maar de Britten slaagden er niet in bezit te nemen en ze werd gered door de Infante don Pelayo (74) en Príncipe de Asturias (112).

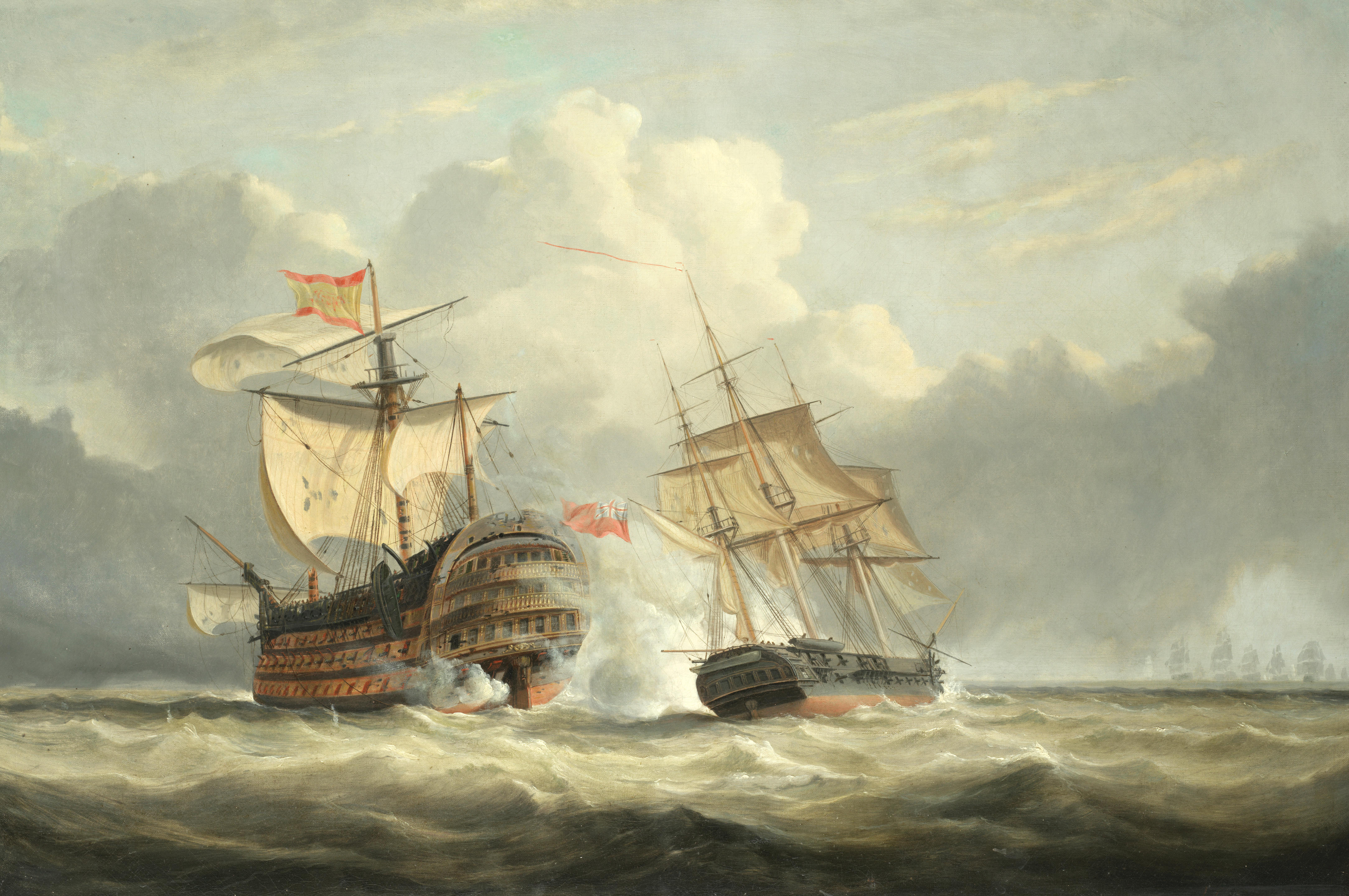
Terpsichore valt de Santissima Trinidad aan, 2 weken na de slag om St. Vincent, door John Christian Schetky

Enkele dagen later werd Santísima Trinidad gespot, nog steeds beschadigd, op weg terug naar Spanje, en aangevallen door het fregat HMS Terpsichore met 32 kanonnen onder leiding van kapitein Richard Bowen, maar ze ontsnapte. Ze keerde uiteindelijk terug naar Cadiz voor reparatie.
Acht jaar later, onder bevel van Francisco Javier Uriarte en het vlaggenschip van schout-bij-nacht Baltasar Hidalgo de Cisneros, nam ze op 21 oktober 1805 deel aan de Slag bij Trafalgar, als onderdeel van de gecombineerde Frans-Spaanse vloot. Vanwege haar grote omvang reageerde haar roer niet in de lichte wind van de dag, wat bijdroeg aan haar ondoelmatige dienst in de zaak van de gecombineerde vloot. Haar grote omvang en positie direct voor het vlootvlaggenschip Bucentaure maakte haar tot een doelwit voor de Britse vloot, en ze werd geconcentreerd aangevallen door verschillende schepen. Ze verloor haar mast en gaf zich uiteindelijk over aan de Neptune, een tweederangs 98-kanon onder bevel van kapitein Thomas Fremantle. Ze werd op sleeptouw genomen door de tweederangs Prince met 98 kanonnen, maar werd uiteindelijk tot zinken gebracht door haar Britse ontvoerders ten noordwesten van Cádiz.
Het is mogelijk dat haar wrak bij toeval werd gevonden tijdens het testen van een nieuwe sidescan-sonar van de Spaanse marine in 2009. Een eerdere poging om haar wrak te vinden was niet doorslaggevend omdat een gebrek aan visueel bewijs de identiteit van de gevonden schepen niet kon bevestigen.

## Replica's

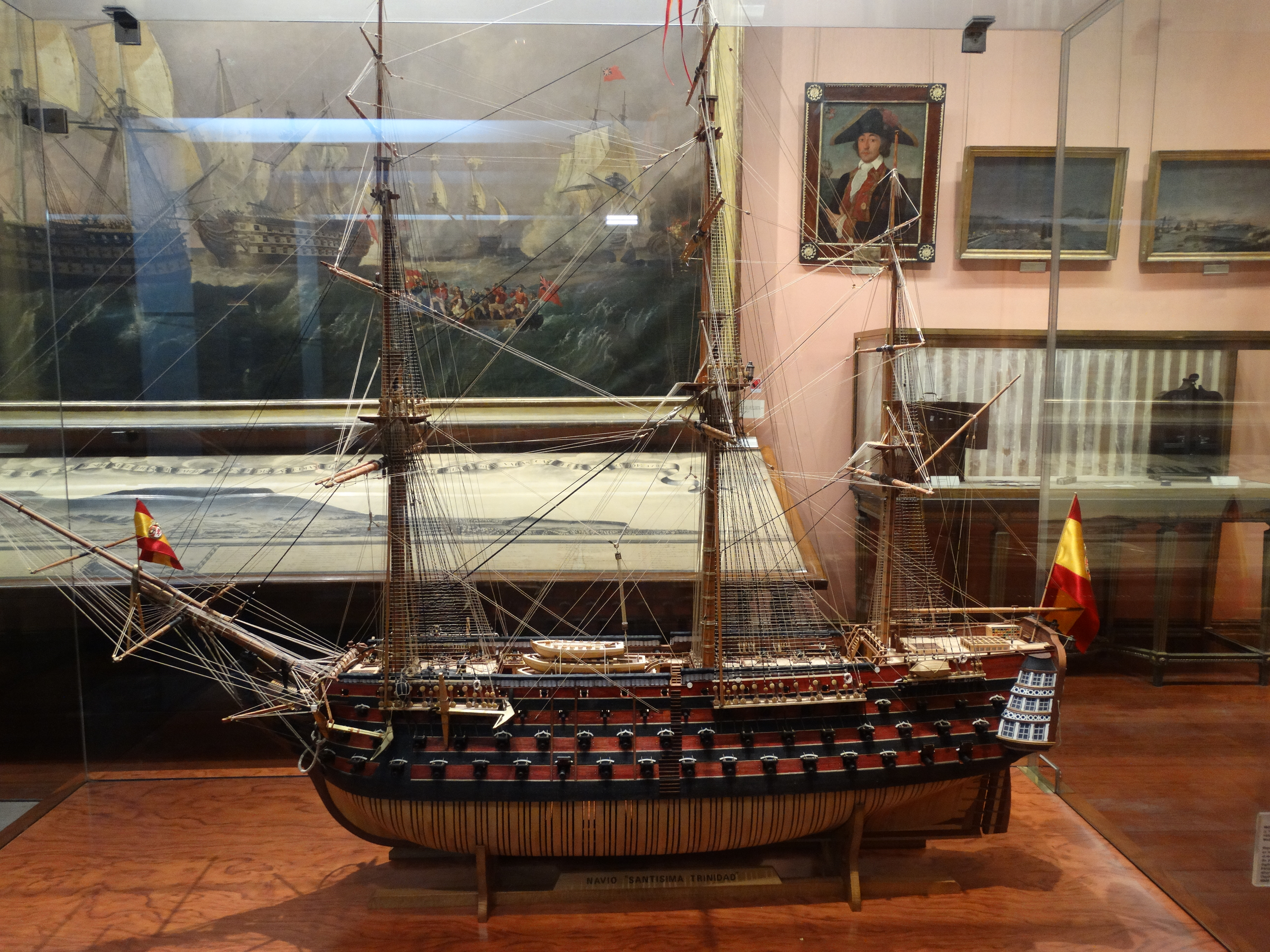
Model van de Santísima Trinidad in het Museo Naval de Madrid

Een model op ware grootte  van de Santísima Trinidad is te zien en te bezoeken in de haven van Alicante, in Spanje.
Een niet-gouvernementele Canadese vereniging zonder winstoogmerk, de Vrienden van Santísima Trinidad, assisteerde het Bureau van de historicus van de stad Havana, Cuba bij de bouw van een nieuw 1:25 vier meter lang schaalmodel van La Santísima Trinidad. Aan de ene kant van het schip zijn details van de interieurconstructie zichtbaar en bezoekers kunnen een computerinterface en een touchscreen gebruiken om een virtuele rondleiding door het schip te maken in het Spaans, Engels en Frans. Het model wordt tentoongesteld in het Maritiem Museum van La Habana, geopend in juni 2008 in Castillo de la Real Fuerza, het oudste gebouw in Cuba en het oudste stenen fort in de Nieuwe Wereld.